# 1426
Cette page concerne l'année 1426  du calendrier julien.
L'année 1426 est une année commune qui commence un mardi.

## Événements
- 13 janvier : victoire des Bourguignons à Brouwershaven sur Jacqueline de Bavière[1].
- 17 mars : guerre entre Venise et Milan. Venise prend Brescia sur Milan[2].
- 1er mai : Yolande d'Aragon, belle-mère de Charles VII, jouant le rôle de régente pour son fils Louis III d'Anjou, convoque des états provinciaux à Saumur[3].

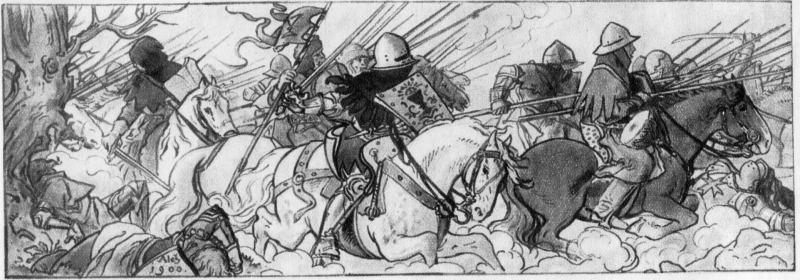
16 juin : bataille d’Usti

- 16 juin : victoire des Hussites conduits par Procope Holy à Usti[4] : 4 000 Allemands sont tués.

- 7 juillet : victoire des mamelouks d’Égypte sur l'armée chypriote à Chirokitia. Le sultan Barsbay ramène prisonnier le roi Janus. Le Chypre devient vassal de l'Égypte[5].

- 7 octobre : testament d'Alix des Baux. Il n'est pas reconnu par le comte de Provence qui annexe Les Baux-de-Provence[6].

- 18 octobre : les villes de la Hanse (Lubeck, Hambourg, Stralsund, Lunebourg et Wismar), alliées avec la maison de Holstein, déclarent la guerre au roi Éric de Poméranie qui lève les sièges de Slesvig et Gottorp[7].

- Le tlatoani aztèque Chimalpopoca est fait prisonnier par son oncle le roi des Tépanèques, Maxclatl qui l'emmène dans sa capitale Azcapotzalco[8].
- En Birmanie, Minhlange (1418-1426) succède à son père Thihathu sur le trône d'Ava (août) ; il est empoisonné en novembre.
- En Russie, le prince de Pskov fait allégeance au grand-duc de Lituanie[9].